# Kanton Florac Trois Rivières
Florac Trois Rivières (tot 5 maart 2020 : Florac) is een kanton van het Franse departement Lozère. Het kanton maakt deel uit van het arrondissement Florac.
De naam van het kanton werd op 5 maart 2020 aangepast aan de op 1 januari 2016 gewijzigde naam van zijn hoofdplaats.

## Gemeenten
Het kanton Florac omvatte tot 2014 de volgende 9 gemeenten:
- Bédouès
- Les Bondons
- Cocurès
- Florac (hoofdplaats)
- Ispagnac
- Rousses
- Saint-Laurent-de-Trèves
- La Salle-Prunet
- Vebron

Na de herindeling van de kantons bij decreet van 25 februari 2014, , met uitwerking op 22 maart 2015, omvatte het kanton 11 gemeenten.
Op 1 januari 2016 werden de gemeenten Florac en La Salle-Prunet samengevoegd tot de fusiegemeente (commune nouvelle) Florac Trois Rivières.
Op 1 januari 2017 werden de gemeenten Montbrun en Quézac en Sainte-Enimie samengevoegd tot de fusiegemeente (commune nouvelle) Gorges du Tarn Causses.
Deze gemeente werd op 5 maart 2020 in haar geheel toegewezen aan het kanton Florac Trois Rivières door overheveling van de deelgemeente Sainte-Enimie uit het kanton La Canourgue.
Sindsdien omvat het kanton volgende 9 gemeenten :
- Florac Trois Rivières
- Gatuzières
- Gorges du Tarn Causses
- Hures-la-Parade
- Ispagnac
- Mas-Saint-Chély
- Meyrueis
- Le Rozier
- Saint-Pierre-des-Tripiers